# Eurovision Song Contest 1969
Eurovision Song Contest 1969, česky také Velká cena Eurovize 1969 (či jen Eurovize 1969), byl 14. ročník soutěže Eurovision Song Contest, který se konal 29. března 1969 v Madridu ve Španělsku díky vítězství zpěvačky Massiel s písní La La La v předchozím ročníku. Soutěž pořádala Evropská vysílací unie (EVU) a hostila jí Televisión Española (TVE). Účastnilo se šestnáct zemí, přičemž od předešlého ročníku chybělo Rakousko.
Tento ročník je zajímavý hned ve dvou věcech. Za prvé tím, že měl čtyři vítěze na jednou: byla to Velká Británie se zpěvačkou Lulu a písní „Boom Bang-a-Bang“,Španělsko se zpěvačkou Salomé a písní „Vivo cantando“, Nizozemsko se zpěvačkou Lenny Kuhr a písní „De troubadour“ a Francie se zpěvačkou Fridou Boccara a písní „Un jour, un enfant“. Bylo to poprvé v historii soutěže, kdy se o první místo se stejným počtem bodů dělilo více zemí, které zvítězily současně, protože tehdy neexistovalo žádné pravidlo k výběru jediného vítěze. Druhou zajímavostí je, že to byl ročník, kterého se zúčastnil nejmladší interpret v dějinách soutěže: Jean-Jacques reprezentující Monako měl při účasti v soutěži teprve 13 let.

## Formát
Každou zemi reprezentoval jeden interpret, na pódiu mohli být maximálně dva lidé. Každá země mohla mít vlastního dirigenta.
O výsledku rozhodovali porotci – za každou zemi rozhodovalo 10 porotců, každý z nich dal jeden bod jedné skladbě. Nikdo z porotců se nemohl hlasování zdržet, ani hlasovat pro svou zemi.

## Dirigenti
Každé představení mělo dirigenta, který orchestr řídil. Dirigenty si mohla každá země zvolit své, ale nemusela. Orchestr pro země, které svého dirigenta neměly, dirigoval dirigent hostující země, tedy Španělska.
- Jugoslávie – Miljenko Prohaska
- Lucembursko – nemělo vlastního dirigenta, dirigoval Augusto Algueró
- Španělsko – Augusto Algueró
- Monako – Hervé Roy
- Irsko – Noel Kelehan
- Itálie – Ezio Leoni
- Spojené království – Johnny Harris
- Nizozemsko – Frans de Kok
- Švédsko – Lars Samuelson
- Belgie – Francis Bay
- Švýcarsko – Henry Mayer
- Norsko – Øivind Bergh
- Německo – Hans Blum
- Francie – Franck Pourcel
- Portugalsko – Ferrer Trindade
- Finsko – Ossi Runne

## Výsledky
| Pořadí | Země               | Interpret          | Skladba                            | Jazyk            | Umístění | Body |
| ------ | ------------------ | ------------------ | ---------------------------------- | ---------------- | -------- | ---- |
| 1.     | Jugoslávie         | Ivan               | „Pozdrav svijetu“                  | srbochorvatština | 13.      | 5    |
| 2.     | Lucembursko        | Romuald            | „Catherine“                        | francouzština    | 11.      | 7    |
| 3.     | Španělsko          | Salomé             | „Vivo cantando“                    | španělština      | 1.       | 18   |
| 4.     | Monako             | Jean-Jacques       | „Maman, Maman“                     | francouzština    | 6.       | 11   |
| 5.     | Irsko              | Muriel Day         | „The Wages of Love“                | angličtina       | 7.       | 10   |
| 6.     | Itálie             | Iva Zanicchi       | „Due grosse lacrime bianche“       | italština        | 13.      | 5    |
| 7.     | Spojené království | Lulu               | „Boom Bang-a-Bang“                 | angličtina       | 1.       | 18   |
| 8.     | Nizozemsko         | Lenny Kuhr         | „De troubadour“                    | nizozemština     | 1.       | 18   |
| 9.     | Švédsko            | Tommy Körberg      | „Judy, min vän“                    | švédština        | 9.       | 8    |
| 10.    | Belgie             | Louis Neefs        | „Jennifer Jennings“                | nizozemština     | 7.       | 10   |
| 11.    | Švýcarsko          | Paola              | „Bonjour, Bonjour“                 | němčina          | 5.       | 13   |
| 12.    | Norsko             | Kirsti Sparboe     | „Oj, oj, oj, så glad jeg skal bli“ | norština         | 16.      | 1    |
| 13.    | Německo            | Siw Malmkvist      | „Primaballerina“                   | němčina          | 9.       | 8    |
| 14.    | Francie            | Frida Boccara      | „Un jour, un enfant“               | francouzština    | 1.       | 18   |
| 15.    | Portugalsko        | Simone de Oliveira | „Desfolhada portuguesa“            | portugalština    | 15.      | 4    |
| 16.    | Finsko             | Jarkko a Laura     | „Kuin silloin ennen“               | finština         | 12.      | 6    |

### Detailní výsledky
|      |                    | Celkem | Jugoslávie | Lucembursko | Španělsko | Monako | Irsko | Itálie | Spojené království | Nizozemsko | Švédsko | Belgie | Švýcarsko | Norsko | Německo | Francie | Portugalsko | Finsko |
| ---- | ------------------ | ------ | ---------- | ----------- | --------- | ------ | ----- | ------ | ------------------ | ---------- | ------- | ------ | --------- | ------ | ------- | ------- | ----------- | ------ |
| Země | Jugoslávie         | 5      |            |             | 1         |        |       |        |                    |            |         | 1      |           |        |         |         | 3           |        |
| Země | Lucembursko        | 7      | 1          |             |           | 3      |       |        |                    | 1          |         | 1      |           |        | 1       |         |             |        |
| Země | Španělsko          | 18     | 1          | 2           |           | 3      | 1     |        |                    |            |         | 3      |           | 1      | 3       | 2       | 2           |        |
| Země | Monako             | 11     |            |             | 2         |        |       | 4      |                    | 2          | 2       | 1      |           |        |         |         |             |        |
| Země | Irsko              | 10     |            |             |           |        |       |        | 1                  | 1          | 1       |        | 3         |        | 1       |         |             | 3      |
| Země | Itálie             | 5      | 1          |             |           | 1      | 1     |        |                    |            |         |        |           |        |         |         | 1           | 1      |
| Země | Spojené království | 18     | 2          | 4           |           |        |       | 3      |                    | 1          | 5       |        |           |        | 1       |         | 1           | 1      |
| Země | Nizozemsko         | 18     |            | 2           |           | 1      |       | 3      |                    |            |         | 1      | 4         | 1      |         | 6       |             |        |
| Země | Švédsko            | 8      |            |             |           |        |       |        |                    | 1          |         |        |           | 3      |         |         | 1           | 3      |
| Země | Belgie             | 10     |            |             | 2         |        |       |        | 3                  | 1          |         |        | 2         | 2      |         |         |             |        |
| Země | Švýcarsko          | 13     | 2          |             |           |        | 3     |        | 2                  |            |         | 1      |           | 1      | 2       |         |             | 2      |
| Země | Norsko             | 1      |            |             |           |        |       |        |                    |            | 1       |        |           |        |         |         |             |        |
| Země | Německo            | 8      | 3          |             | 2         |        |       |        |                    |            |         | 1      |           | 1      |         | 1       |             |        |
| Země | Francie            | 18     |            | 1           |           | 2      | 4     |        | 4                  | 2          | 1       |        | 1         |        | 1       |         | 2           |        |
| Země | Portugalsko        | 4      |            |             | 2         |        |       |        |                    |            |         | 1      |           |        |         | 1       |             |        |
| Země | Finsko             | 6      |            | 1           | 1         |        | 1     |        |                    | 1          |         |        |           | 1      | 1       |         |             |        |